# Gubernatorzy generalni Wolnego Państwa Irlandzkiego
Gubernator generalny (irl. Seanascal) – przedstawiciel monarchy brytyjskiego w Wolnym Państwie Irlandzkim w latach 1922–1937.
Urząd pozostawał nieobsadzony od grudnia 1936, zniosła go Konstytucja Irlandii z 1937.

## Gubernatorzy generalni Wolnego Państwa Irlandzkiego
| #   | Portret | Imię i nazwisko       | Objął urząd      | Opuścił urząd    | Suweren     |
| --- | ------- | --------------------- | ---------------- | ---------------- | ----------- |
| 1   |         | Tim Healy             | 6 grudnia 1922   | 31 stycznia 1928 | Jerzy V     |
| 2   |         | James McNeill         | 31 stycznia 1928 | 1 listopada 1932 | Jerzy V     |
| 3   |         | Domhnall Ua Buachalla | 1 listopada 1932 | 20 stycznia 1936 | Jerzy V     |
| (3) |         | Domhnall Ua Buachalla | 20 stycznia 1936 | 11 grudnia 1936  | Edward VIII |